# باول وايزمان
باول وايزمان (بالإنجليزية: Paul Wiseman) (4 مايو 1970 في نيوزيلندا - ) هو لاعب كريكت نيوزلندي. شارك في دورة ألعاب الكومنولث 1998. وشارك مع منتخب نيوزيلندا الوطني للكريكت.

## وصلات خارجية
- باول وايزمان على موقع إي آس بي آن كريك إنفو (الإنجليزية)
- باول وايزمان على موقع اتحاد ألعاب الكومنولث (مؤرشف) (الإنجليزية)